# Mansa (Gujarat)
Durante el raj británico, Mansa fue una ciudad del estado indio de Guyarat. Dejó de existir después de la independencia de la India el 10 de junio de 1948.

## Gobernantes
La siguiente es una tabla con sus gobernantes.
| Comienzo del gobierno | Término del gobierno | Gobernante                                    |
| --------------------- | -------------------- | --------------------------------------------- |
| No conocida           | No conocida          | Jorajji                                       |
| No conocida           | No conocida          | Bhimsinhji                                    |
| No conocida           | 1886                 | Rajsinhji Bhimsinhji (b. 1850 - d. 18..)      |
| 1886                  | 1889                 | Kesrisinhji Bhimsinhji (d. 1889)              |
| 18 de mayo de 1889    | 1934                 | Takhatsinhji Kesrisinhji (b. 1877 - d. 1934)  |
| 17 de agosto de 1889  | Noviembre 1897       | Regent                                        |
| 4 de enero de 1934    | 1947                 | Sujjansinhji Takhatsinhji (b. 1908 - d. ....) |

## Geografía
Mansa se encuentra en 23,43 ° N 72,67 ° E. Tiene una altitud promedio de 94 metros (308 pies).

## Demografía
Un censo de la India de 2001, Mansa tenía una población de 27.922. Los hombres constituyen el 52% de la población y las mujeres el 48%. Mansa tiene una tasa de alfabetización promedio del 69%, superior al promedio nacional de 59,5%: la alfabetización masculina es del 75% y la alfabetización femenina es del 63%. En Mansa, el 12% de la población es menor de 6 años.

## Lugares de interés
Hay un antiguo pozo escalonado en la ciudad. Tiene 5,40 de diámetro. Hay ídolos de Amba y Bhairava en nichos. Hay una inscripción de 28 líneas en el escalón.
Hay antiguos templos Vaishnava, Havelis, dedicados a Govardhannath y Dwarkadhish. Mansa Panjarapol es una organización benéfica de más de 140 años dedicada al bienestar animal.